# Fermín Caballero
Fermín Caballero y Morgáez o Morgay (Barajas de Melo, 7 de julio de 1800-Madrid, 17 de junio de 1876) fue un geógrafo, periodista, escritor, político y orador español.

## Biografía
Fue hijo de labradores acaudalados. Estudió filosofía en el Colegio-Seminario Conciliar de San Julián de Cuenca, y luego teología en la Universidad de Zaragoza. En 1820 abandona el seminario para dedicarse a estudiar derecho en Alcalá de Henares (en el Colegio de Málaga) y Madrid. Se inicia en la capital de España en agricultura, botánica y geografía. En 1822 es nombrado profesor interino de geografía y cronología en la Universidad de Madrid. Por entonces casó con Paula Heredero, de la que no tuvo hijos. 
Emigra tras la reacción de 1823, por ser liberal. Al año siguiente interviene como abogado entre el marqués de Malpica y los pueblos de sus propiedades. Tras la muerte de Fernando VII regresó a Madrid y fundó el Boletín de Comercio, llamado después El Eco del Comercio, periódico liberal exaltado y del que fue redactor principal. En 1834 publica Nomenclatura geográfica de España. Más adelante se vuelve miembro de la Comisión de División Territorial; comisionado para proponer un Plan de Censo de Población y para el arreglo de los Cinco Gremios; adjunto del Ayuntamiento de Madrid; vocal de la Comisión de Estadística General de España y jefe de Sección del Ministerio de la Gobernación. También fue procurador por Cuenca y Madrid en las Cortes del Estatuto Real de 1834, diputado progresista y senador. Sin embargo, debido a sus ataques contra el gobierno sufrió nuevas persecuciones, en parte granjeadas por su carácter polemista y combativo.

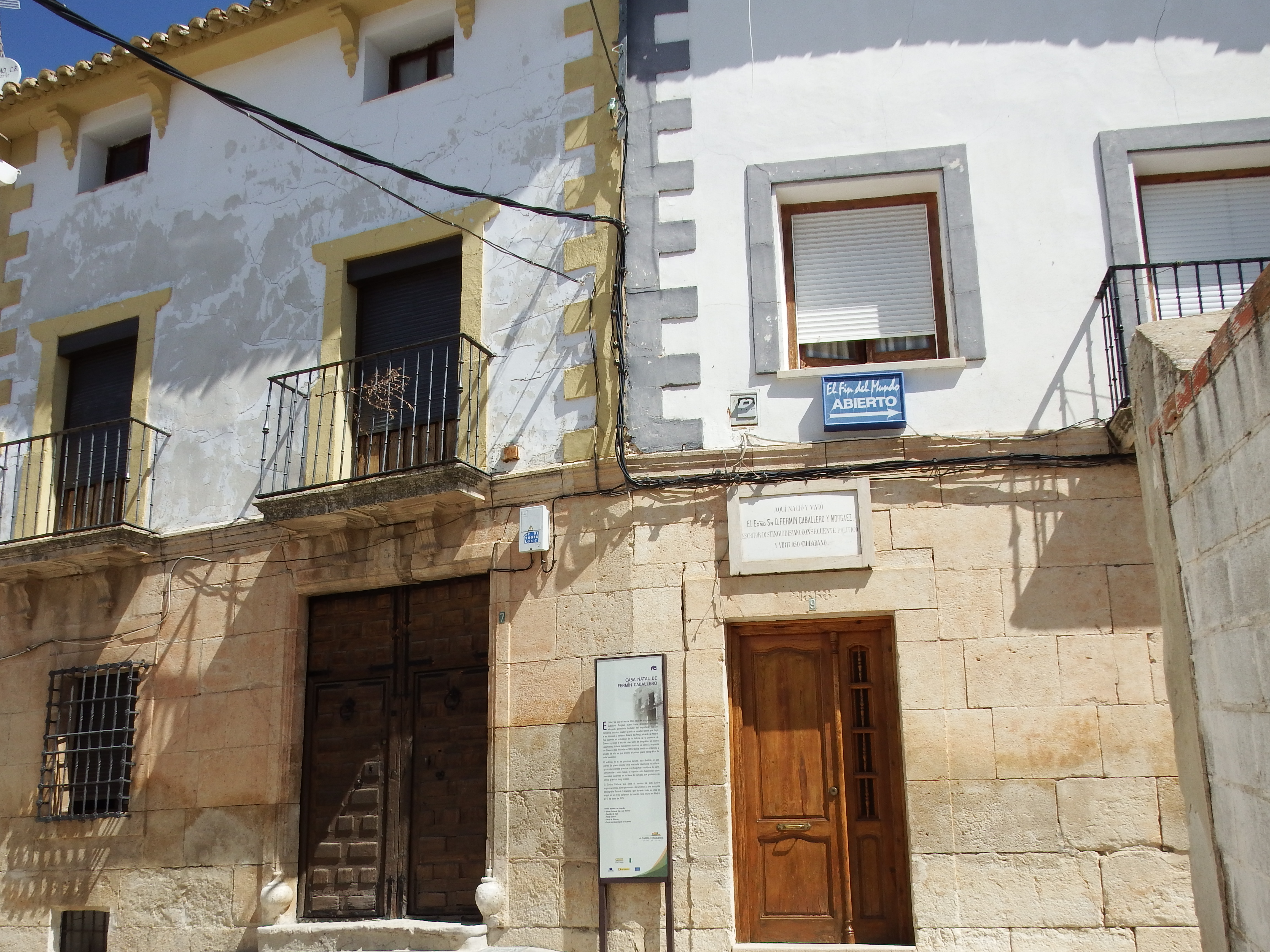
Casa natalicia de Fermín Caballero en Barajas de Melo.

En general, la obra literaria de Fermín Caballero ha sido elogiada por la propiedad de su lenguaje, su interés por la narración y la actitud crítica que siempre la preside. Otras obras suyas que podríamos destacar son: El sepulturero de los periódicos (1834), periódico que escribió con el seudónimo de Eduardo Foncillas y que imitaba a La periodicomanía del Trienio Liberal. Más adelante fue alcalde de Madrid, y realizó diversos proyectos, entre los que sobresalen el de la nueva división de la capital y la confección de un censo. También levantó un plano topográfico de la población, detallando todo lo observado en su obra Noticias topográficas estadísticas de Madrid. En 1843 entró en la coalición contra la regencia de Espartero; ese mismo año participó en Los españoles pintados por sí mismos, un volumen colectivo de cuadros de costumbres. Un año después accedió al cargo de ministro de la Gobernación, puesto en el que elaboró un proyecto de Museo Histórico, otro de ley electoral y una Memoria sobre los ramos de su Ministerio. Poco después, tras la caída de su amigo Joaquín María López, cuyas obras completas editó, abandonó la política. En 1857, en atención a éste, publicó Vida del Excmo. Sr. D. Joaquín María López que precede a sus escritos. Finalmente, tres meses antes de su muerte (ocurrida en Madrid en 1876), Caballero fue nombrado presidente de la Sociedad Geográfica de Madrid, recientemente creada, y de la que, por tanto, sería el primer elegido para dicho cargo. En 1871 publicó su Proyecto de división territorial de España para todos los ramos del servicio.
En vida fue catedrático de Cronología y Geografía de la Universidad Central; miembro de la Comisión Mixta de división territorial y rectificación de límites provinciales; presidente de la Asociación para la enseñanza popular; diputado desde 1834 hasta 1854; senador; alcalde de Madrid, y ministro de la Gobernación en el Gabinete López-Caballero. Fundó el "Eco del Comercio", primer diario importante de la España contemporánea; dejó puesta su firma al pie del acta que, como Notario mayor del Reino, levantó del solemne acto anunciador de la mayoría de Isabel II, y también de la aprobación del proyecto del primer ferrocarril patrio y de la orden para la formación del mapa de España.
Durante la Década Ominosa escribió La Turquía, teatro de la guerra (1826); Mapa exacto de la guerra de Turquía (1828); Corrección fraterna al presbítero doctor don Sebastián Miñano, autor de un Diccionario geográfico estadístico de España y Portugal (1828); La Turquía victoriosa (1829); Cuadro político de las cinco partes del mundo (1829); Añadurías a la corrección fraterna (1830); El dique contra el torrente (1830); La cordobada (1830); Noticias sobre Turquía (1830); Apuntamiento de historia (1831). Tras la muerte de Fernando VII, Epítome y vocabulario de botánica (1834); Manual de lengua inglesa (1834); lnterrogatorio para la descripción de los pueblos (1834); Las máximas de agricultura para los labradores de Barajas (1836); Fisonomía de los procuradores a Cortes (1836); El Gobierno y las Cortes del Estatuto (1837); Fermín Caballero a sus detractores (1837); Voz de alerta a los españoles constitucionales 1839); Casamiento de doña María Cristina con don Fernando Muñoz (1840), y Manual de Geografía (1843).
En 1844, apareció su Manual geográfico-administrativo de España, y, en 1848, Sinopsis geográfica, o toda la Geografía en un cuadro. En 1855, falleció su esposa; cinco años más tarde, se casa en segundas nupcias con Felisa Asuero, con la que tuvo como heredero a Felis Caballero. Por su gran labor obtuvo el premio de la Real Academia de Ciencias Morales y Políticas al autor de la mejor Memoria sobre el fomento de la población rural (1863- 1864). Otras obras suyas son: Reseña geográfica de España para la Exposición de París (1867); La imprenta en Cuenca (1869); Noticias del doctor Don Nicolás Herrero (1868); Pericia geográfica de Miguel de Cervantes Saavedra, demostrada en la historia de D. Quijote de la Mancha. 
En sus últimos años se dedicó a trabajos bibliográficos sobre su amada provincia de Cuenca; escribió, además, una serie de biografías en cuatro volúmenes bajo el título general de Conquenses ilustres; el primer tomo lo consagró a Lorenzo Hervás y Panduro y los demás a Melchor Cano, al jurisconsulto Alonso Díaz de Montalvo y los últimos a los hermanos Alonso y Juan de Valdés.
En 1976 se imprimió la obra Páginas costumbristas conmemorando el centenario de su muerte.

## Obras
- La Turquía, teatro de la guerra (1826)
- Mapa exacto de la guerra de Turquía (1828)
- Corrección fraterna al presbítero doctor don Sebastián Miñano, autor de un Diccionario geográfico estadístico de España y Portugal (1828)
- La Turquía victoriosa (1829)
- Cuadro político de las cinco partes del mundo (1829)
- Añadurías a la corrección fraterna (1830)
- El dique contra el torrente (1830)
- La cordobada (1830)
- Noticias sobre Turquía (1830)
- Apuntamiento de historia (1831)
- Nomenclatura Geográfica de España. Análisis gramatical y filosófico de los nombres de pueblos y lugares de la península, con aplicación a la topografía y la historia, Madrid, Imprenta de D. Eusebio Aguado, 1834.
- Epítome y vocabulario de botánica (1834)
- Manual de lengua inglesa (1834)
- lnterrogatorio para la descripción de los pueblos (1834)
- Las máximas de agricultura para los labradores de Barajas (1836)
- Fisonomía de los procuradores a Cortes (1836)
- El Gobierno y las Cortes del Estatuto (1837)
- Fermín Caballero a sus detractores (1837)
- Voz de alerta a los españoles constitucionales 1839)
- Casamiento de doña María Cristina con don Fernando Muñoz (1840)
- Noticias Topográfica-Estadísticas sobre la administración de Madrid, escritas en obsequio de las Autoridades, del Vecindario y de los Forasteros, por el Alcalde Constitucional Don ----, Madrid, Imprenta de Yenes, 1840. Existe edición moderna: Barcelona, El Albir SA, 1980
- Manual de Geografía (1843).

- Manual geográfico-administrativo de la monarquía española Madrid: Imp. Antonio Yenes, 1844.
- Sinopsis geográfica, o toda la Geografía en un cuadro, 1848.
- Fomento de la población rural Madrid: Imprenta Nacional, 1864. 2.ª ed. Memoria premiada por la Academia de Ciencias morales y políticas, en el concurso de 1863. Segunda edición adicionada,        Madrid, Imprenta y Librería de D. E. Aguado, 1863 (¿?). Traducida al portugués en 1872. Hay edición moderna: Barcelona, El Albir, 1980.
- Reseña geográfica de España para la Exposición de París (1867)
- La imprenta en Cuenca. Datos para la historia del Arte Tipográfico en España. Cuenca, Imp. de El Eco, 1869.
- Noticias del doctor Don Nicolás Herrero (1868)
- "Proyecto de división territorial de España para todos los ramos del servicio" (1871)
- Pericia geog"ráfica de Miguel de Cervantes Saavedra, demostrada en la historia de D. Quijote de la Mancha  Madrid: Imprenta de Yenes, 1840.
- Conquenses ilustres (Abate Hervás, Melchor Cano, Doctor Montalvo, Alonso y Juan de Valdés). Madrid: Colegio Nacional de Sordo Mudos y Ciegos, I, Noticias biográficas y bibliográficas del Abate d. Lorenzo Hervás y Panduro: 1868; II, Vida del Illmo. Melchor Cano: 1871; III, Doctor Montalvo: 1873; IV, Alonso y Juan de Valdés: 1875 (4 vols.).
- Vida de don Joaquín María López
- Páginas costumbristas (1976)

| Predecesor: Antonio Cavanilles y Centi | Real Academia de la Historia. Medalla 4 1866-1876 | Sucesor: Fidel Fita y Colomer                   |
| Predecesor: -                          | Presidente de la Real Sociedad Geográfica 1876    | Sucesor: Francisco Coello de Portugal y Quesada |